# André Frédéric Cournand
André Frédéric Cournand, francosko-ameriški zdravnik, fiziolog in akademik, nobelovec, * 24. september 1895, Pariz, Francija, † 19. februar 1988, Great Barrington, Massachusetts, Združene države Amerike.
Večino svoje kariere je deloval v bolnišnici Bellevue v New Yorku. Tam je s sodelavcem Dickinsonom W. Richardsom opravil obsežno študijo funkcije in patologije pljučnega krvnega obtoka z uporabo takrat nove tehnike kateterizacije srca, ki jo je pred tem izumil Werner Forßmann. Za to delo so si vsi trije leta 1956 razdelili Nobelovo nagrado za fiziologijo ali medicino.

## Življenjepis
Rodil se je v družini očeta zobozdravnika in matere gospodinje in sprva obiskoval licej, nato pa se je preusmeril v naravoslovje. Na očetovo spodbudo je vpisal študij medicine na medicinski fakulteti v Parizu, ki pa ga je še isto leto moral prekiniti zaradi izbruha prve svetovne vojne. Po vpoklicu je služil kot pomožni kirurg v bataljonu na fronti, kjer je bil ranjen, za požrtvovalno delo pri oskrbi ranjencev pa je bil tudi odlikovan s Croix de guerre. Ko je okreval, je leta 1919 nadaljeval s študijem in ga zaključil leta 1930. Medtem je preko slikarja Jeana Lurçata, s katerim se je spoprijateljil na bojišču, prišel v stik z modernističnim krogom pariških umetnikov, kjer je spoznal tudi kasnejšega prijatelja Jacquesa Lipchitza in ženo Sibylle Blumer. Z njo je imel tri hčere, skrbel pa je tudi za njenega sina iz prejšnjega zakona.
Po študiju je nameraval odpreti zasebno kliniko za bolezni prsnega koša, vendar si je želel prej izpopolniti znanje v ZDA. Sprejet je bil za pripravnika v bolnišnici Bellevue, v znano skupino za torakalno medicino. Po nekaj mesecih ga je Richards povabil v svojo skupino, ki je izvajala dolgoročen program raziskav fiziologije dihanja. Cournand se je tako z ženo odločil ostati v ZDA in postati raziskovalec. Lotili so se problema določevanja minutnega volumna srca z merjenjem koncentracije CO2 v izdihanem zraku, kar pa se ni izkazalo za praktično. Nekaj let kasneje so zato s pridom uporabili novo tehniko kateterizacije srca za neposredno jemanje vzorcev krvi iz obtoka. Začeli so s poskusi na živalih in jo po nekaj letih izboljševanja brez zapletov uporabili tudi klinično (zaradi tega je Cournand v nekaterih virih zmotno omenjen kot izumitelj kateterizacije srca). Za razliko od Forßmanna, ki je v tehniki videl predvsem terapevtski potencial, so jo izkoristili za diagnostiko in bistveno prispevali k razumevanju vzrokov slabšega delovanja pljuč ob različnih boleznih (predvsem tuberkuloze).
Cournand je leta 1941 postal naturalizirani ameriški državljan, tega leta je izšlo tudi prvo poročilo o raziskavi pljučne funkcije z uporabo srčnega katetra pri ljudeh. Kmalu so sledili članki o meritvah tlaka neposredno iz srca in oceni minutnega volumna srca neposredno po Fickovem načelu (na podlagi razlik v koncentracijah plinov v krvi). Med drugo svetovno vojno se je skupina v bolnišnici Bellevue že lotila tudi patologije, zaradi okoliščin so se usmerili v preučevanje šoka ob izgubi krvi. Po vojni so najprej pričeli z obsežnim programom raziskav odnosa med prekrvavljenostjo in predihanostjo pljuč, nato pa dinamike pljučnega krvnega obtoka. Na podlagi izsledkov so pričeli razvijati funkcionalno diagnostiko prirojenih nepravilnosti srca in glavnih žil.
Leta 1951 je postal profesor medicine na kolidžu zdravnikov in kirurgov Univerze Columbia, tu in v bolnišnici Bellevue (kot direktor kardiopulmonarnega laboratorija) je deloval do svoje upokojitve leta 1964. Tudi po tem je aktivno sodeloval z Richardsom, do smrti slednjega leta 1973. Njegova prva žena je umrla leta 1959; štiri leta kasneje se je poročil z Ruth Fabian in dve leti po njeni smrti leta 1973 z Beatrice Berle. Po upokojitvi se je med drugim ukvarjal s futurologijo po načelih Gastona Bergerja, etiko v znanosti in zgodovino svojega področja, napisal pa je tudi avtobiografijo. Pogosto je tudi potoval po Evropi in šele zadnjih nekaj mesecev življenja je prenehal ustvarjati ter se umaknil na ženino kmetijo v Massachusettsu, kjer je v začetku leta 1988 tudi umrl.

## Priznanja
Šele nekaj let po drugi svetovni vojni, po več desetletjih inovacij in približno 100 znanstvenih člankih s področja fiziologije ter patologije dihal, so sledila pomembnejša strokovna priznanja. Med prvimi je bila Laskerjeva nagrada za temeljne medicinske raziskave leta 1949, leta 1956 pa je s sodelavcem Richardsom in izumiteljem kateterizacije srca Forßmannom prejel Nobelovo nagrado za fiziologijo ali medicino. Po tistem so se priznanja kar vrstila, med drugim je bil imenovan za poveljnika reda legije časti, kar je najvišje francosko civilno odlikovanje.
Sprejet je bil tudi za člana več akademskih ustanov, kot sta Nacionalna akademija znanosti ZDA in Ameriška akademija umetnosti in znanosti. Sedem univerz mu je podelilo častne doktorate, njegova Univerza Columbia pa ga je po upokojitvi imenovala za zaslužnega profesorja.